# Электростанция в Ист-Перте
Электростанция в Ист-Перте — заброшенная электростанция в Ист-Перте, Западная Австралия. Большую часть своего существования она работала на угле, но в течение шести последних лет своей работы она функционировала на нефти. Территория станции состоит из комплекса промышленных зданий, занимающих более 8,5 га (21 акр), ограниченных улицами Ист-Парад, Саммерс-стрит, рекой Суон и автострадой Грэм Фармер.

## История

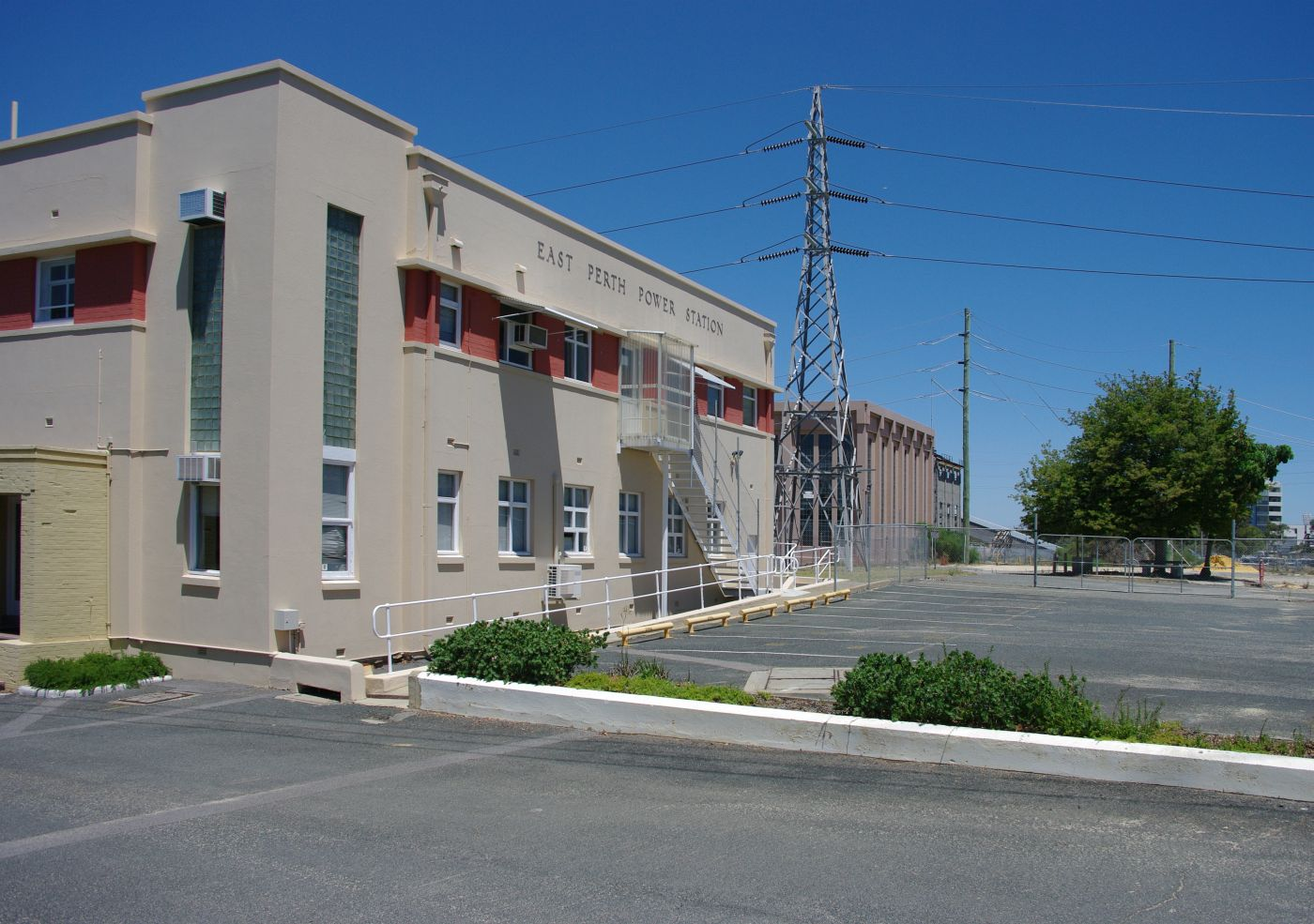

Электростанция была построена в 1913—1916 годах по заказу правительства штата Западная Австралия, которое объявило, что станция будет вырабатывать всю необходимую электроэнергию в столичном районе Перта. Место строительства в Восточном Перте было выбрано потому, что уголь можно было легко доставить туда по железной дороге, а огромное количество охлаждающей воды, необходимой для конденсационной установки, можно было легко взять из реки Суон. Строительство было завершено при общих затратах в 538 тыс. фунтов стерлингов.
В 1920-х, 1930-х и 1950-х годах для удовлетворения растущих потребностей города в электроэнергии на станции были установлены новые электрогенераторы. К 1948 году станция располагала целым рядом источников электроэнергии.

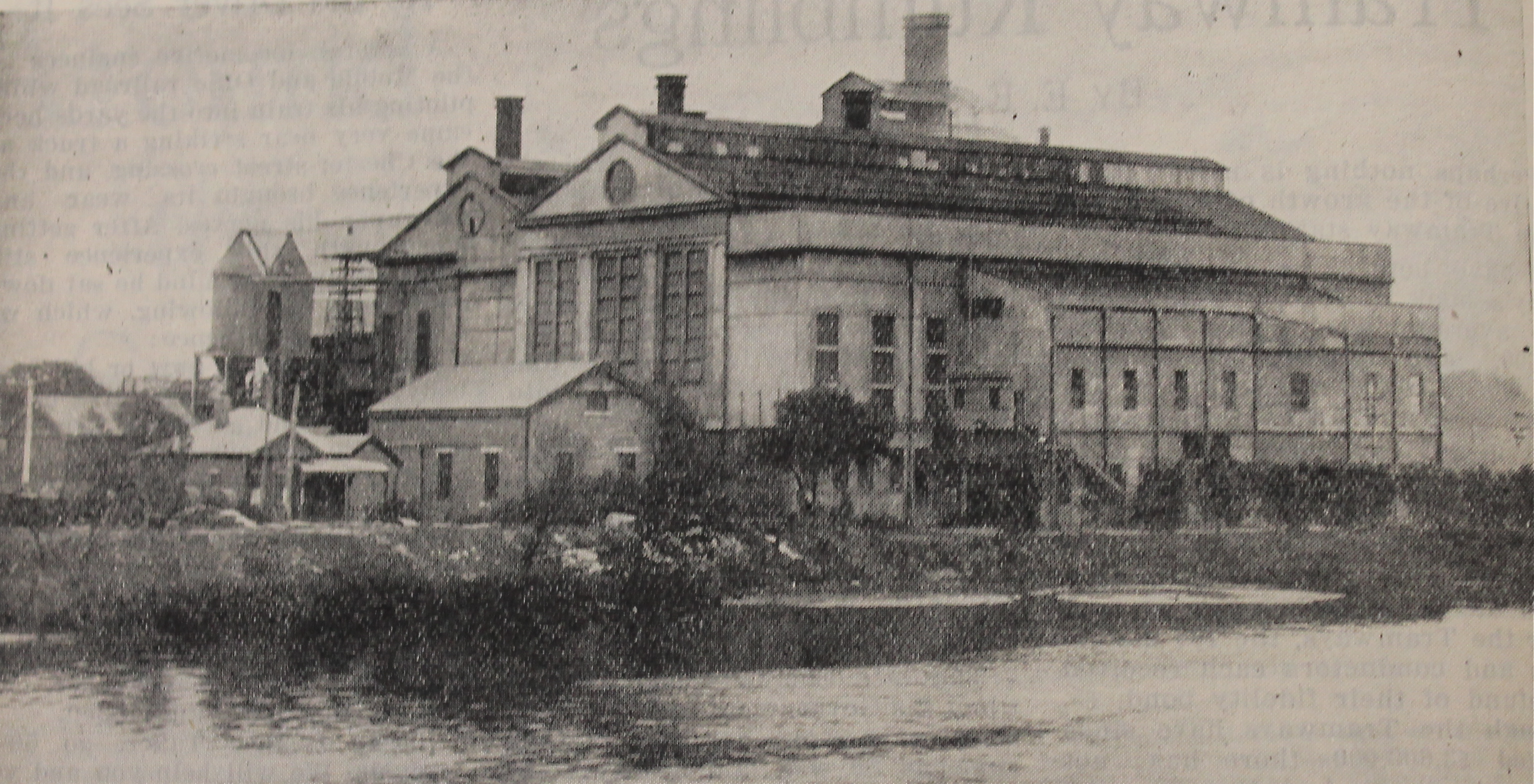
Здание электростанции в Ист-Перте в 1929 году

В 1968 году станция перешла с угля на нефть, но шесть лет спустя снова вернулась к сжиганию угля. Станция была выведена из эксплуатации и закрыта в декабре 1981 года, так как более современные и дешевые методы производства электроэнергии сделали ее ненужной.

## Сохранение и защита как объекта индустриального наследия
Электростанция в Ист-Перте считается одним из самых значительных объектов индустриального наследия штата. Данный объект включает в себя ряд остатков техники и оборудования, которые считаются уникальными в мире, поскольку содержат пять различных этапов развития технологии производства электроэнергии, имевших место в 20 веке.
Уже в 1993 году были разработаны планы по сохранению и защите этого места.
В 2007 году был проведен проект по изучению устной истории бывших работников этого объекта. Записи хранятся в библиотеке Батти.
В 2011 году историк Университета Западной Австралии Чарльз Фокс опубликовал историю станции Powering Perth.

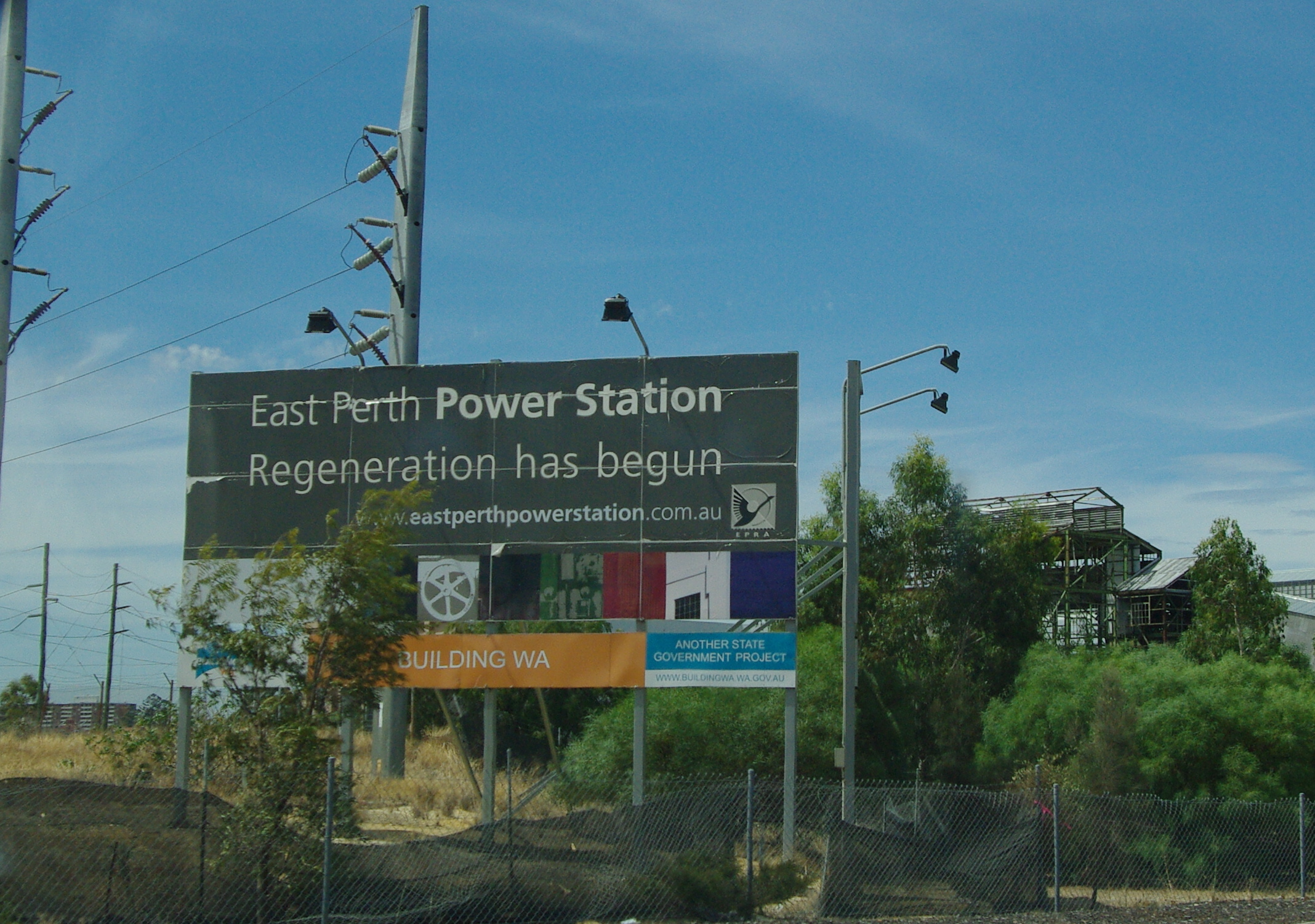

## Перепланировка
В 2000-х годах Управление по реконструкции Восточного Перта разработало проект генерального плана будущего использования участка, который был представлен общественности для обсуждения в течение трех месяцев (7 ноября 2004 — 28 февраля 2005).
В начале 2005 года правительство Западной Австралии назначило рабочую группу для подготовки отчета о строительстве нового стадиона в Перте. В ее заключительном докладе рекомендовалось построить новый стадион на 60 000 мест либо в Китченер-парке (который примыкает к стадиону Subiaco Oval), либо на месте электростанции в Ист-Перте. В начале 2008 года правительство подтвердило, что стадион Subiaco Oval будет снесен для строительства нового суперстадиона в Перте, который будет построен вблизи Китченер-парка. В свою очередь на месте электростанции было решено построить новый музей стоимостью 500 миллионов долларов. Планирование и проектирование нового музея должно было начаться в 2008 году, а само строительство должно было начаться в 2012 году. Обширные отделочные работы, необходимые для музея, должны были начаться в 2013 году, а завершение всего проекта ожидалось в конце 2015 года. За перепланировкой должно было следить Управление стратегических проектов правительства.
После избрания нового правительства штата на основе Либеральной партии Австралии под руководством Колина Барнетта в начале февраля 2009 года планы перепланировки были отменены в рамках принятых мер по сокращению государственных расходов.
В феврале 2015 года участок был разделен на четыре лота для продажи застройщикам. Первый лот, выставленный на продажу, включал здание электростанции, которое покупатель должен был сохранить и перестроить.